# Stuhlmannbrunnen

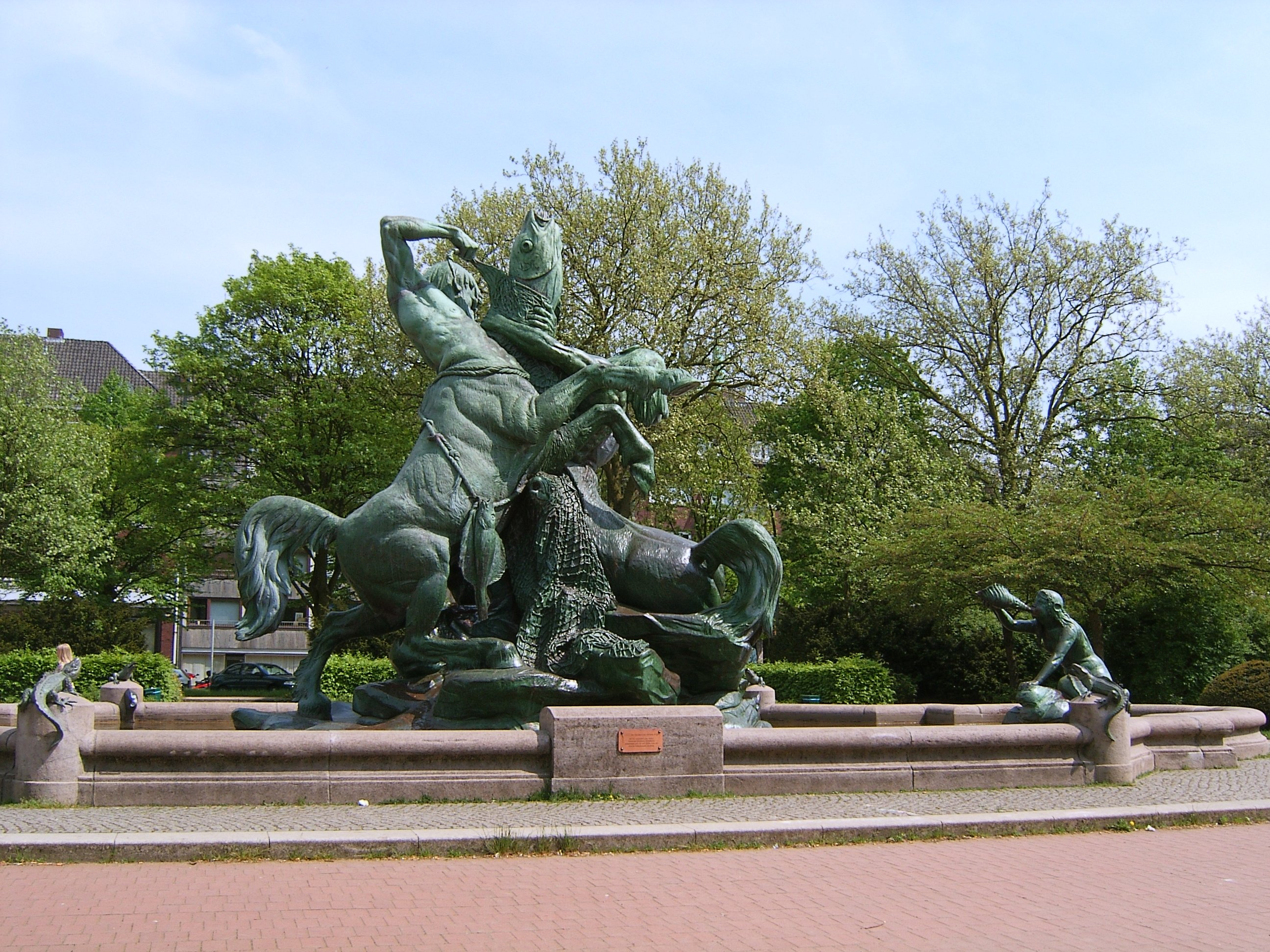
Der Stuhlmannbrunnen am heutigen Standort

Der Stuhlmannbrunnen im Hamburger Bezirk Altona (bis 1938 selbständige Stadt Altona/Elbe) ist eine mehrfigurige Brunnenanlage mit Wasserspiel (eingeweiht Pfingsten 1900); er steht heute auf dem Platz der Republik, der zentralen Grünanlage zwischen Rathaus, Museum und Bahnhof Altona.

## Stifter und Namensgeber
Günther Ludwig Stuhlmann (* 10. Februar 1797 in Neumühlen; † 30. März 1872 in Nizza; Grabstätte auf dem Altonaer Friedhof am Diebsteich) war Gründer und Direktor der Altonaer Gas- und Wasseranstalt AG, deren Gaswerk zudem auf seinem Privatgrundstück am Elbufer errichtet wurde. 1869 vermachte er seiner „Vaterstadt Altona“ testamentarisch rund 75.000 Mark Courant mit der Bestimmung, aus diesem Legat einen neuen Turm für die Ottenser Christianskirche, ein städtisches Leichenhaus, einen öffentlichen Garten sowie einen Springbrunnen zu finanzieren. Der Brunnen sollte nach dem Willen des Stifters seinen Standort an der Westseite der Palmaille, zwischen dem Bahnhof und dem zur Elbe hin steil abfallenden Geesthang, erhalten.

## Planung und Bau

Der Stuhlmannbrunnen 1906

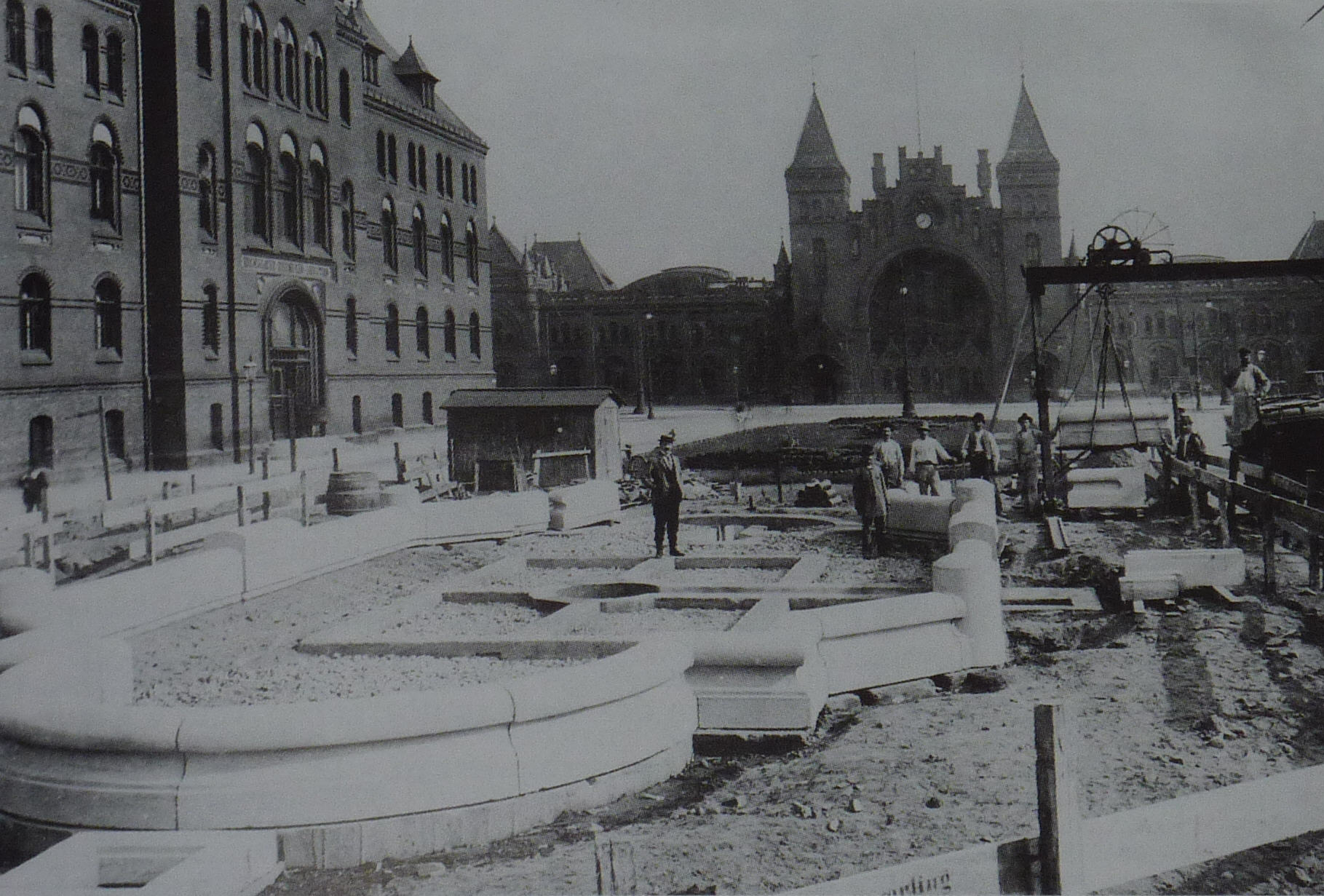
Bau des Stuhlmannbrunnens

Erst durch die Verlagerung des Altonaer Bahnhofs nach Norden und den Umbau des alten Gebäudes zum neuen Rathaus der Stadt (eröffnet 1898) entstand jedoch – 25 Jahre nach Stuhlmanns Tod – mit dem Kaiserplatz ein repräsentativer Standort für den Brunnen. Den vom Altonaer Magistrat deutschlandweit ausgeschriebenen Wettbewerb für eine „monumentale, künstlerisch bedeutende Brunnenanlage“ gewann der Berliner Bildhauer Paul Türpe (1859–1944) mit seinem Modell „Kampf“ gegen weitaus namhaftere Konkurrenz (unter anderem Eberlein, Wandschneider, Hausmann, Dittler, Hosaeus).
Den unveröffentlichten Lebenserinnerungen Wandschneiders zufolge soll es sich bei Türpes Entwurf um ein Plagiat seines eigenen, kleineren Wettbewerbsbeitrages („Centauren Brunnen“) gehandelt haben. Danach habe der Preisrichter Brütt Wandschneider geraten, nochmals in Altona vorstellig zu werden; er sei dann aber von Oberbürgermeister Otto Giese unter Hinweis auf die bereits erfolgte Prämierung abgewiesen worden, auch wenn das Stadtoberhaupt ihm gegenüber bestätigte, dass die von Türpe ursprünglich veranschlagten Kosten (30.000 Mark) deutlich zu gering angesetzt seien. Im Dezember 1897 erteilte der Oberbürgermeister die Bauaufträge; die Plastiken für den Brunnen fertigte der Berliner Kupferschmied Otto Bommer nach Türpes Modell und unter dessen Aufsicht.
Technisch handelt es sich bei den Figuren um eine Hohlkonstruktion aus 2 mm starkem Kupferblech mit verschweißten Nähten auf einem Eisengerüst; lediglich die Echsen sind in Bronze gegossen. Allen baulichen und finanziellen Widrigkeiten zum Trotz – der Brunnen kostete letztlich etwa 45.000 Mark – wurde der Stuhlmannbrunnen am 1. Juni 1900 eingeweiht.

## Skulptur und Symbolik

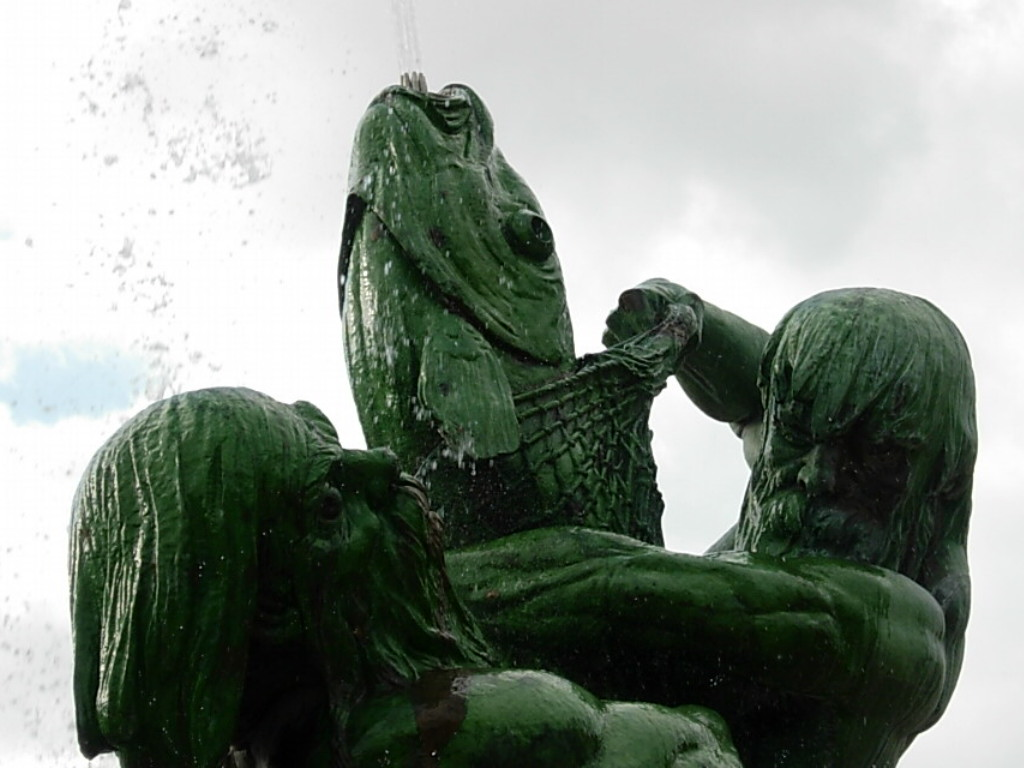
Figuren von links nach rechts:
„Hamburg“ – Fisch – „Altona“

Aus einem 10 mal 20 Meter großen länglichen Becken mit niedriger Einfassung und unterirdischer Brunnenkammer erhebt sich auf einem kleinen Felsen eine siebeneinhalb Meter hohe Figurengruppe, in der zwei Zentauren um einen riesigen Fisch ringen, der zwischen ihnen nach oben herausragt; einer der beiden Streitenden scheint ins Straucheln geraten und droht zu unterliegen (Bild). Auf Podesten am Beckenrand umringen weitaus kleinere Wasserbewohner (Triton, Nereide und Echsen) die Kämpfenden und speien empört kräftige Wasserstrahlen auf diese Eindringlinge; aus dem Maul des umkämpften Fisches steigt die Hauptfontäne des Brunnens meterhoch aufwärts.
Diese Skulptur wird allgemein als Allegorie auf die lange Konkurrenz zwischen den Nachbarstädten Altona und Hamburg in Fischfang und -verarbeitung verstanden, bei der gerade um die Jahrhundertwende Altona die Nase vorne hatte. Darüber hinaus empfanden viele Altonaer eine schon im 16. Jahrhundert beginnende „Rechthaberei“ Hamburgs, die aus Sicht vieler Altonaer mit Altonas Eingemeindung keineswegs ihr Ende gefunden hat, sondern sich in einer gewissen Vernachlässigung durch den Senat bis in die Gegenwart fortsetzt.

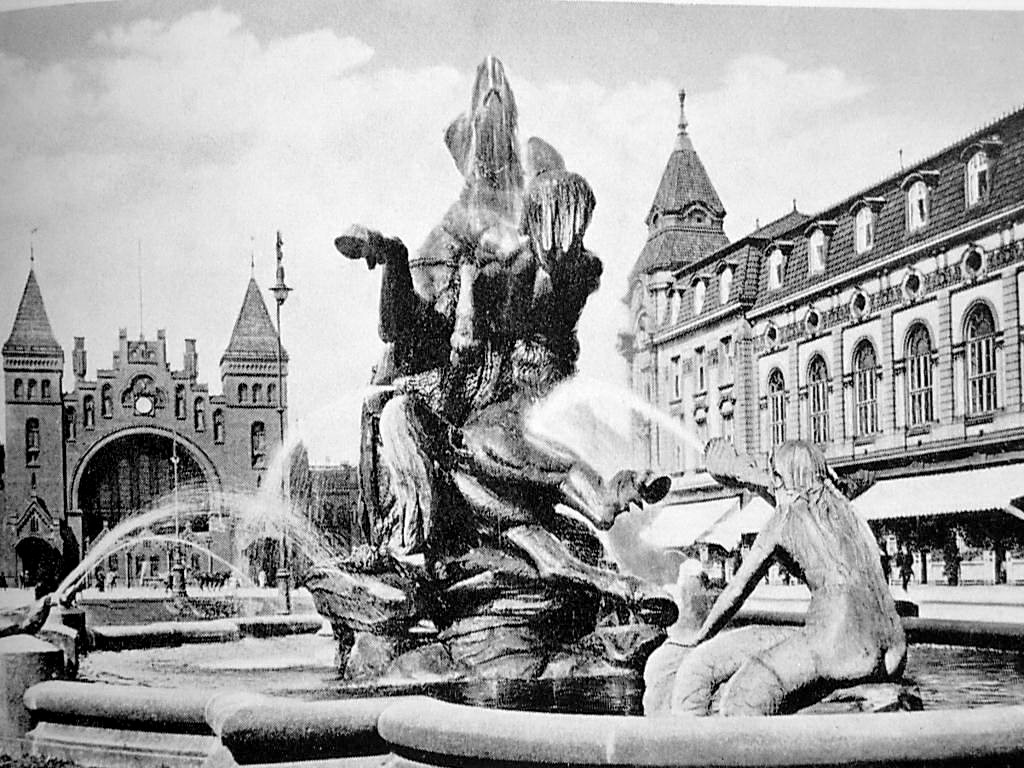
Stuhlmannbrunnen am alten Platz 1912, im Hintergrund Bahnhof Altona und Hotel Kaiserhof
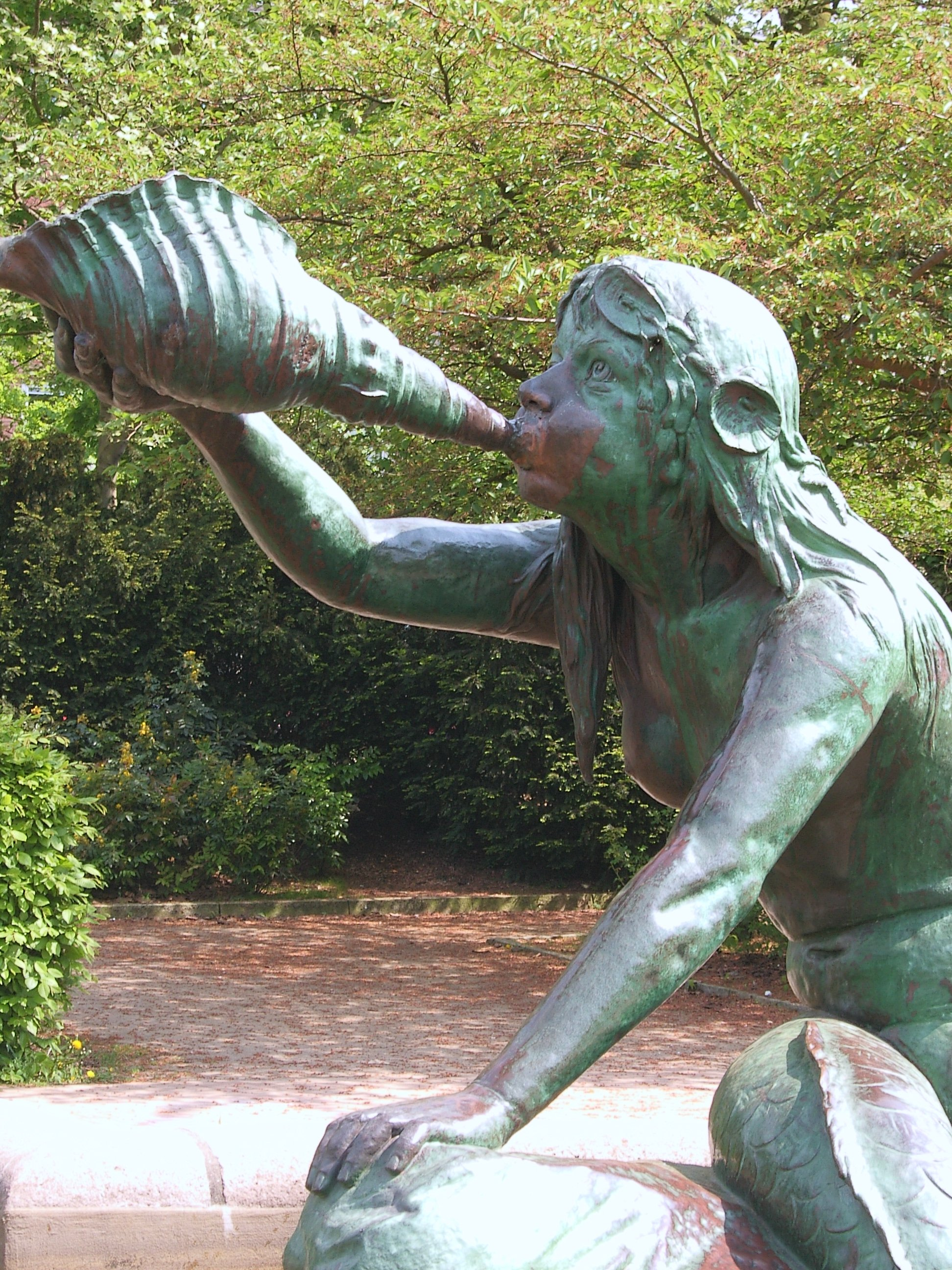
Brunnendetails
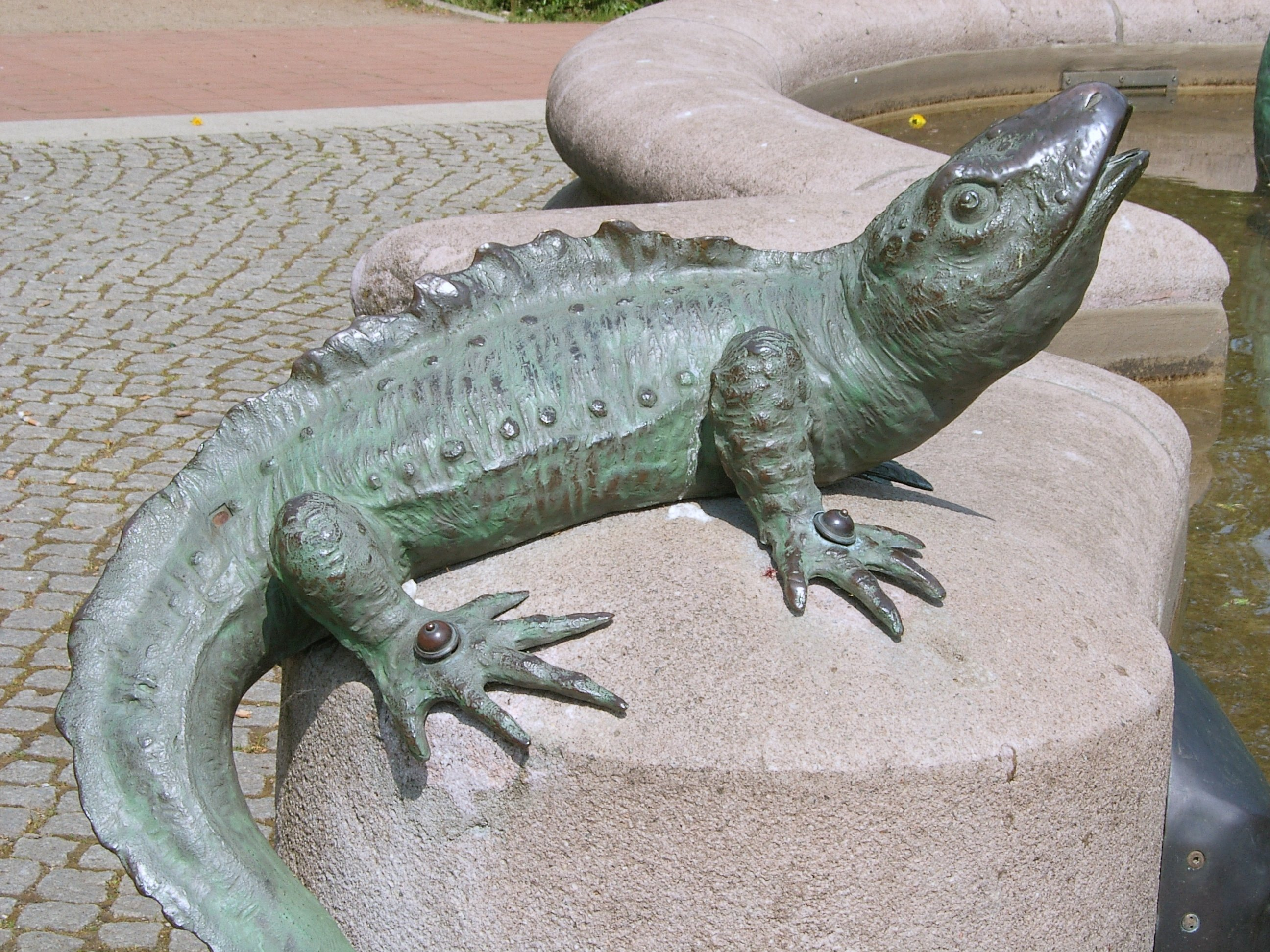
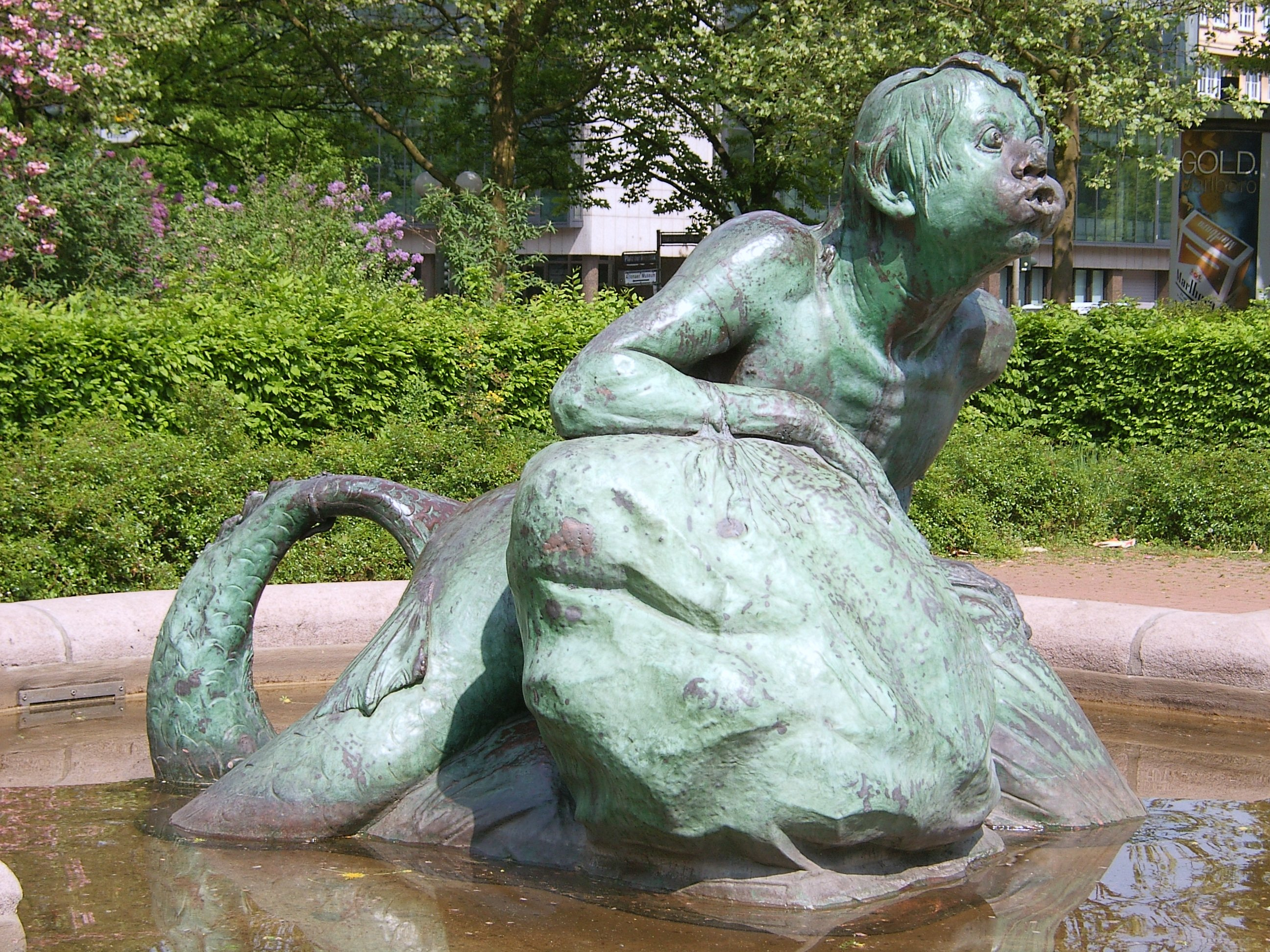

## Veränderungen im 20. Jahrhundert
1978 wurde der Stuhlmannbrunnen beim Bau der City-S-Bahn auf eine abschüssige Rampe in den neu geschaffenen südlichen Zugang zum unterirdischen S-Bahnhof verlegt, wo er unter Geländeniveau stand und damit vollkommen seiner monumentalen Wirkung beraubt war. Auch sprudelte sein Wasser aus Kostengründen immer seltener. Seit dieser Zeit haben sich Bürger und lokale Medien immer wieder für eine Instandsetzung und Verlagerung des Brunnens eingesetzt.
Seit Anfang der 1990er Jahre bestand akute Einsturzgefahr, weil die Außenhaut bei der letzten intensiven Restaurierung (1951) an vielen Stellen beschädigt wurde und das innere Stützgerüst völlig korrodiert war. Weil Hamburgs Senat für die Sanierung aber keine Mittel bereitstellen wollte, wurde der Brunnen in einen Bretterverschlag eingehaust. In der Folge setzten vielfältige Aktivitäten zur Rettung des Kunstwerks ein, an der sich neben lokalen Unternehmen auch Bezirksversammlung und Bezirksamtsleiter in Altona beteiligten: sie genehmigten für eine 50.000-Mark-Spende die wochenlange Verhüllung des Altonaer Rathauses mit der Werbeplane der Holsten-Brauerei AG. Die Brunnenfiguren konnten 1998 abgebaut und auf dem Gelände der Norddeutsche Affinerie aufwändig erneuert werden. Dazu wurde einige Meter südlich ein neuer oberirdischer Standort hergerichtet, auf dem der Brunnen seit dem Jahr 2000 wieder in alter Pracht steht.
Seit Frühjahr 2005 wird der Brunnen bei Dunkelheit beleuchtet und damit der vorletzte Teil des Stuhlmann’schen Testaments erfüllt. Das Altonaer Stadtwappen wurde 2010 am Brunnenrand befestigt, womit das Testament vollständig erfüllt war. Das Wasser wird für die nächsten Jahre sprudeln können. Diese Kosten wurden ebenfalls durch privates Mäzenatentum aufgebracht. Deshalb heißt er bei manch älterem Altonaer spöttisch auch „Fielmann-Brunnen – denn der Senat hat keine Mark dazubezahlt“.